# José María de Cárdenas y Rodríguez
José María de Cárdenas y Rodríguez, művésznevén Jeremías de Docaransa, (Limonar, Matanzas, Kuba, 1812 – Guanabacoa, La Habana tartomány, Kuba, 1882) kubai költő, író, újságíró, Nicolás de Cárdenas y Rodríguez költő, író testvére.

## Pályája
Tanulmányait Matanzasban kezdte, majd Havannában, a San Fernando Egyetemen folytatta, ahol José Antonio Saco volt a mestere. 1834-ben az Amerikai Egyesült Államokba utazott tanulmányai befejezésére, ezzel párhuzamosan egy kereskedőháznál vállalt munkát, valamint Félix Varela számára nyújtott segítséget művei lektorálásával.
Kanadába is ellátogatott, valamint testvérével az Egyesült Államok nagy részét bejárta, mielőtt 1837-ben hazatért Kubába. Két év múlva ismét az USA-ba utazott, de 1840-ben végleg Havannában telepedett le.
Havannában verseit az América poética (La Habana, 1854) és más antológiák közölték. Valódi sikereket azonban costumbrista és szatírikus prózaíróként érte el. Korrajzokat jelentetett meg, Jeremías de Docaranza néven. Publikált a La Prensa, a Faro Yndustrial de la Habana újságokban, bedolgozott a El Prisma, El Artista, Revista Pintoresca, Flores del Siglo, Revista de la Habana és a Revista crítica de ciencias, literatura y artes című periodikákba.
Az első korrajzíró, akinek munkáit kötetben adták ki, Karcolatok és korrajzok címen, 1847-ben, Cirilo Villaverde előszavával.

## Művei
- No siempre el que escoge acierta, (komédia négy felvonásban, versben), 1841
- Karcolatok és korrajzok (Colección de artículos satíricos y de costumbres), 1847, 1963 (Kulturális Nemzeti Tanács)
- Un tío sordo (A süket nagybácsi) (komédia három felvonásban, versben), 1848

## Bibliográfia
- Roig de Leuchsenrig, Emilio. «José María de Cárdenas y Rodríguez». La Habana, 1916
- íd., «José María de Cárdenas y Rodríguez», en su La literatura costumbrista cubana de los siglos XVIII y XIX. IV. Los escritores. La Habana, Oficina del Historiador de la Ciudad de La Habana, 1962, p. 101-108.
- Instituto de Literatura y Lingüística de la Academia de Ciencias de Cuba, Diccionario de la literatura cubana. Alicante: Biblioteca Virtual Miguel de Cervantes, 1999